# 圣马洛主教座堂

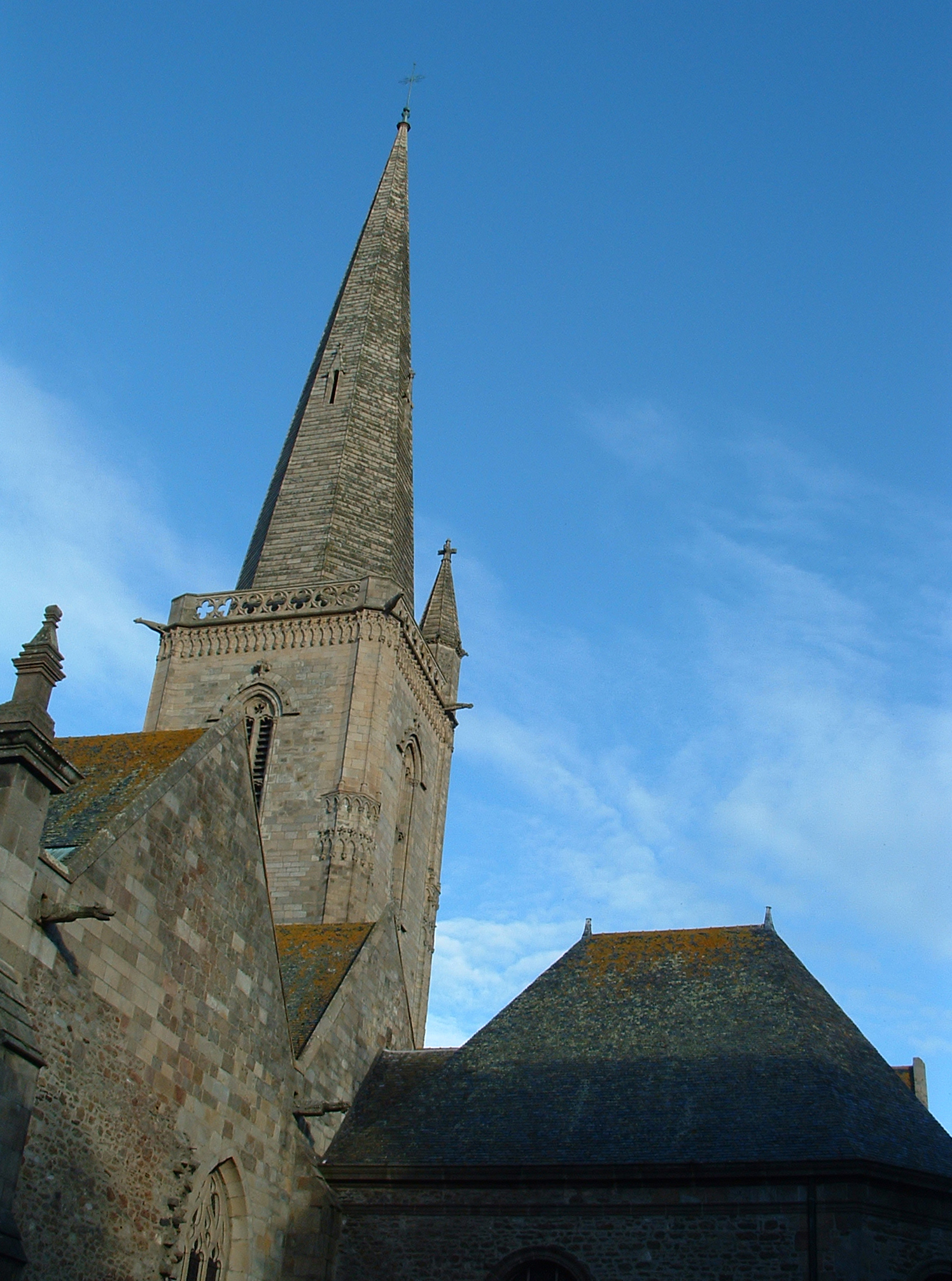
钟楼

圣马洛圣味增爵主教座堂 (Cathédrale Saint-Vincent-de-Saragosse de Saint-Malo)是一座罗马天主教的主教座堂（1146年至1801年），位于法国布列塔尼大区的圣马洛。该堂供奉萨拉戈萨的味增爵。被列为法国国家古迹。其建筑混合了罗马式和哥特式风格，建于 Jean de Châtillon 主教任期(1146-1163年)，约在1152年完成，位于10世纪诺曼入侵时被毁的一座7世纪古教堂的原址上。1801年圣马洛教区撤销。该堂在二战后期的1944年8月6日美军和德军交火期间严重受损，尖塔倒塌，落入圣心小堂。1893年的管风琴被毁。1972年5月21日，历时28年的修复终于完成 。
该堂内有安放圣马洛首任主教Jean de Châtillon圣髑的12世纪石棺。
在该堂受洗的名人有弗朗索瓦-勒内·德·夏多布里昂等人。
“布列塔尼之旅”（Tro Breizh）是布列塔尼地区的一项天主教朝圣活动，朝拜5-6世纪布列塔尼的七位圣人，经过七座城镇（坎佩尔、圣波勒德莱恩、特雷吉耶、圣布里厄、圣马洛、布列塔尼多勒、瓦讷）。这段600公里的路程在古代需要一个月，现在需要一周时间。

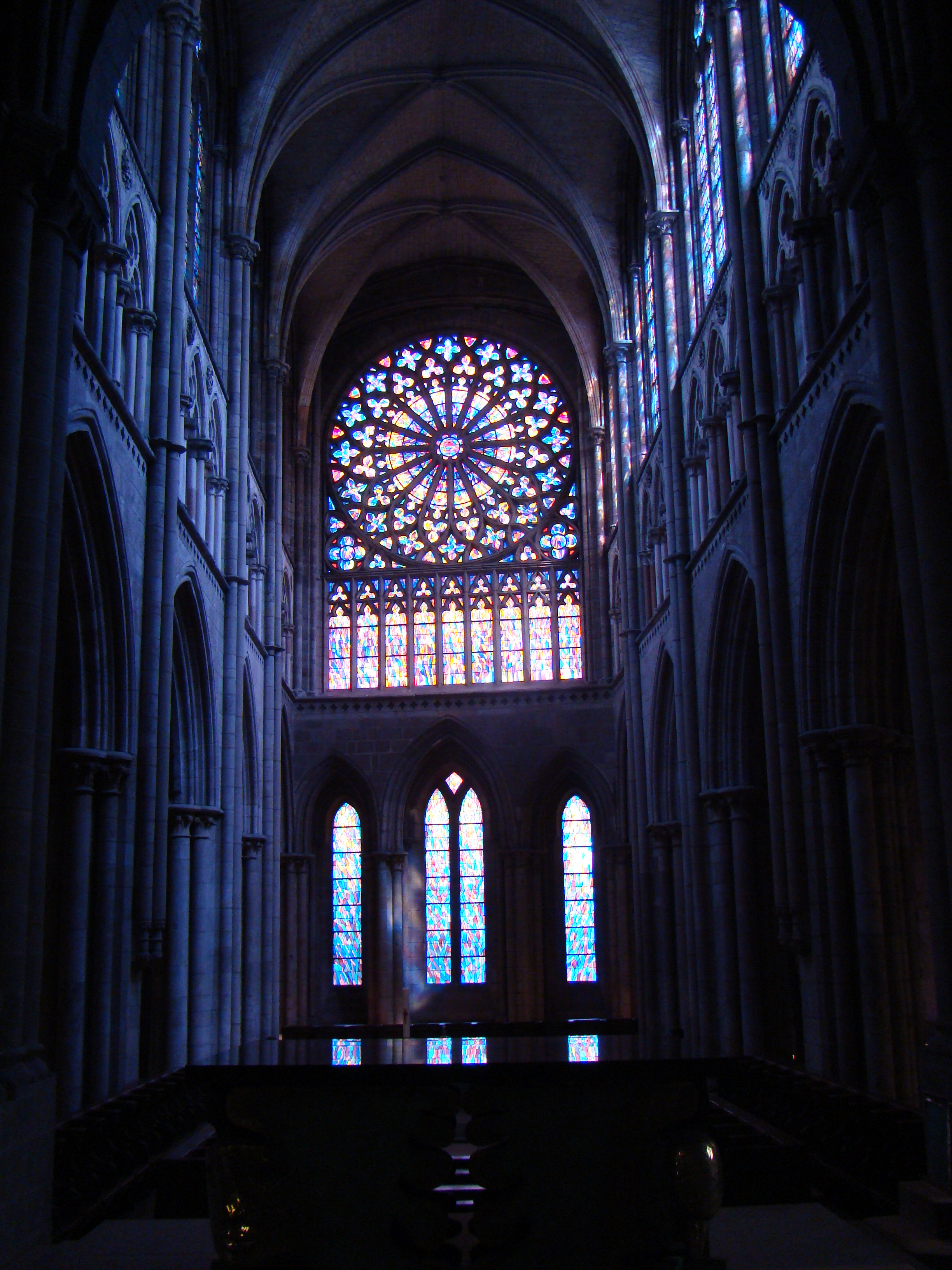
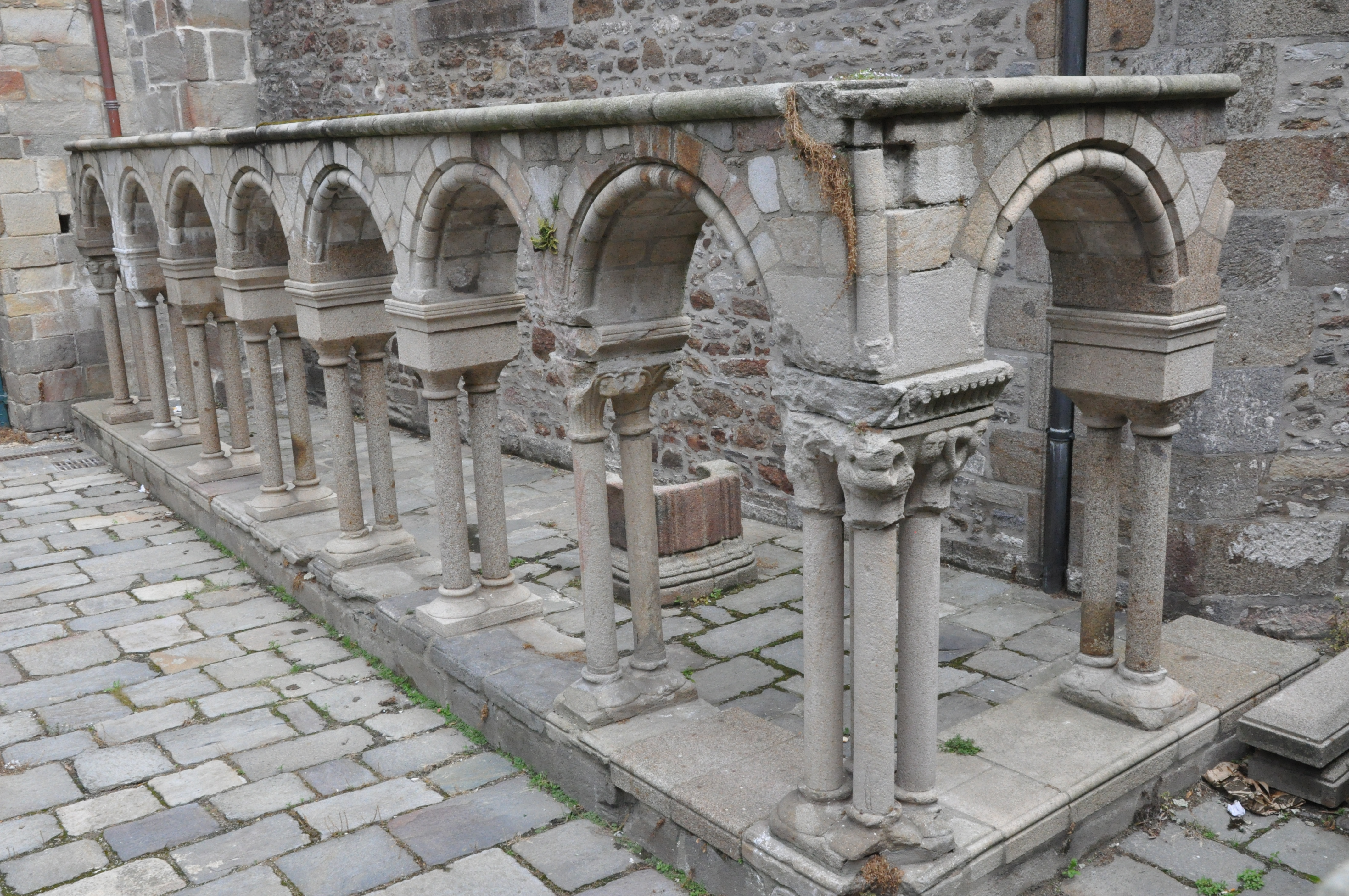
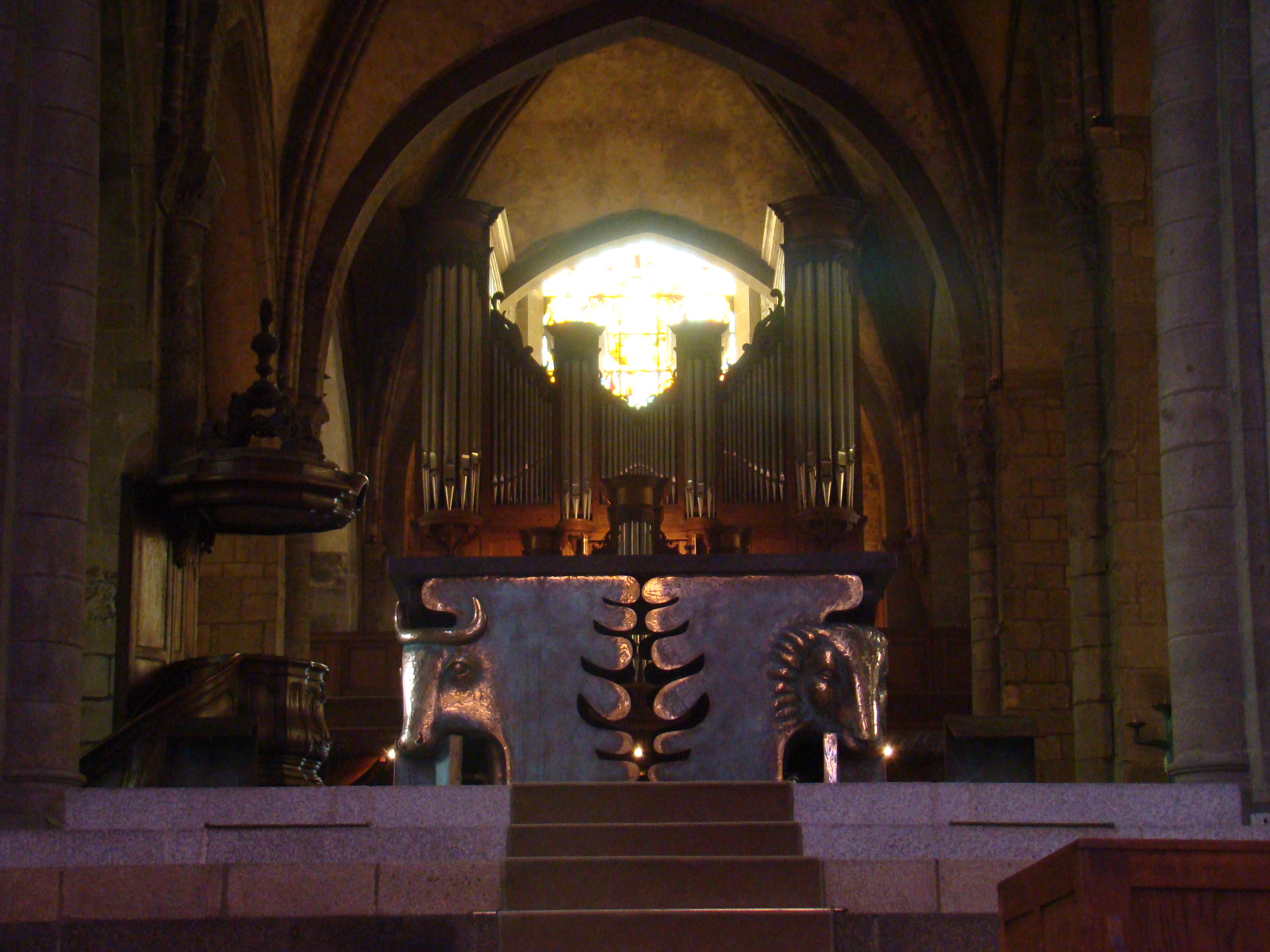
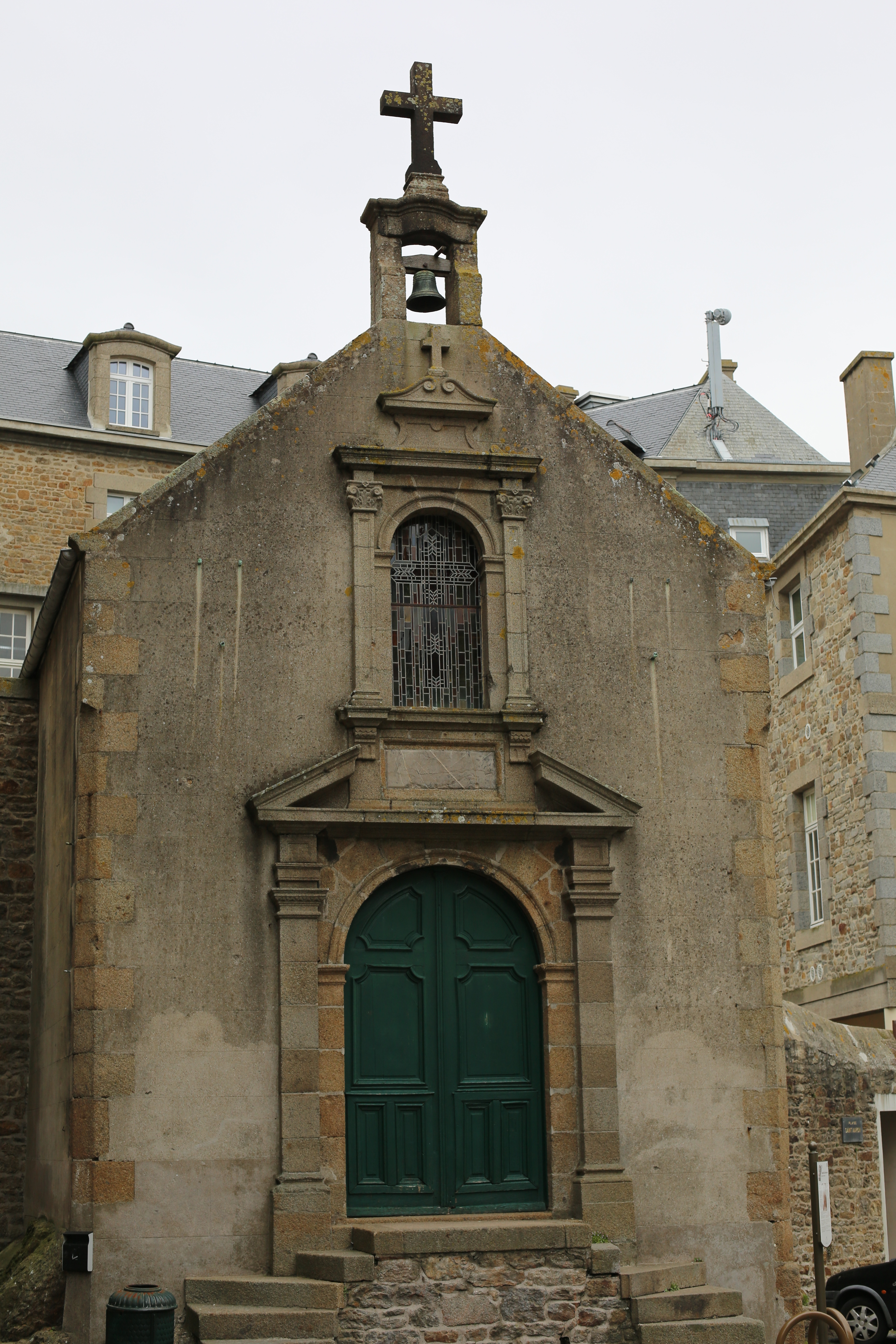
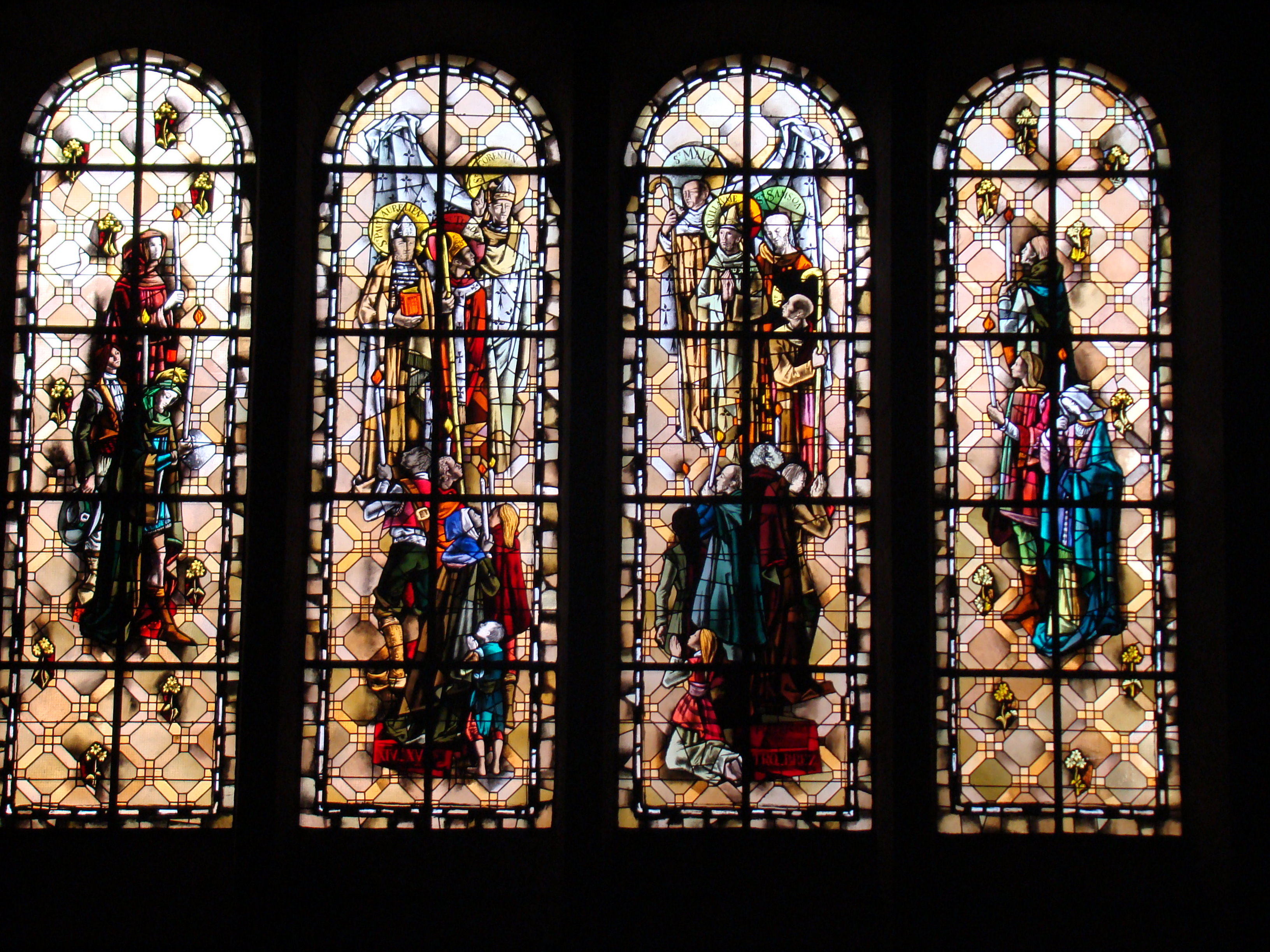
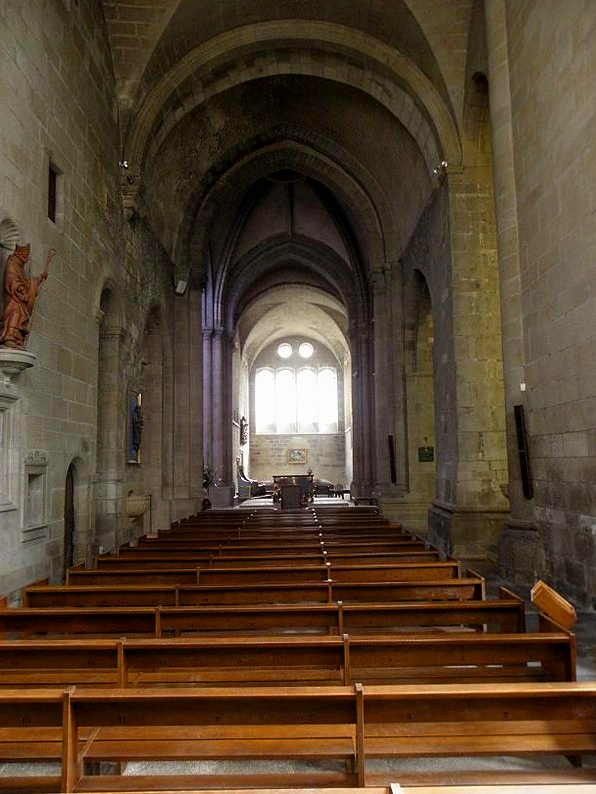
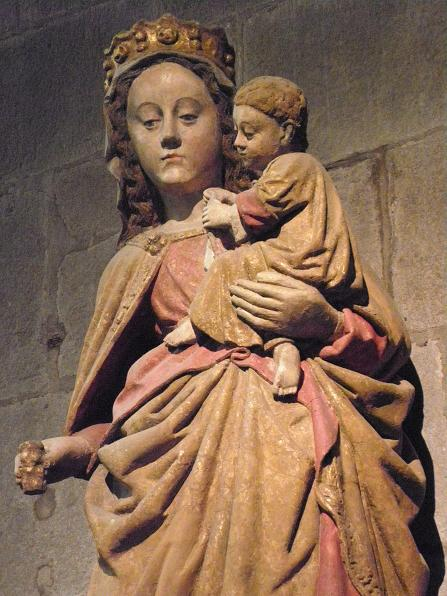
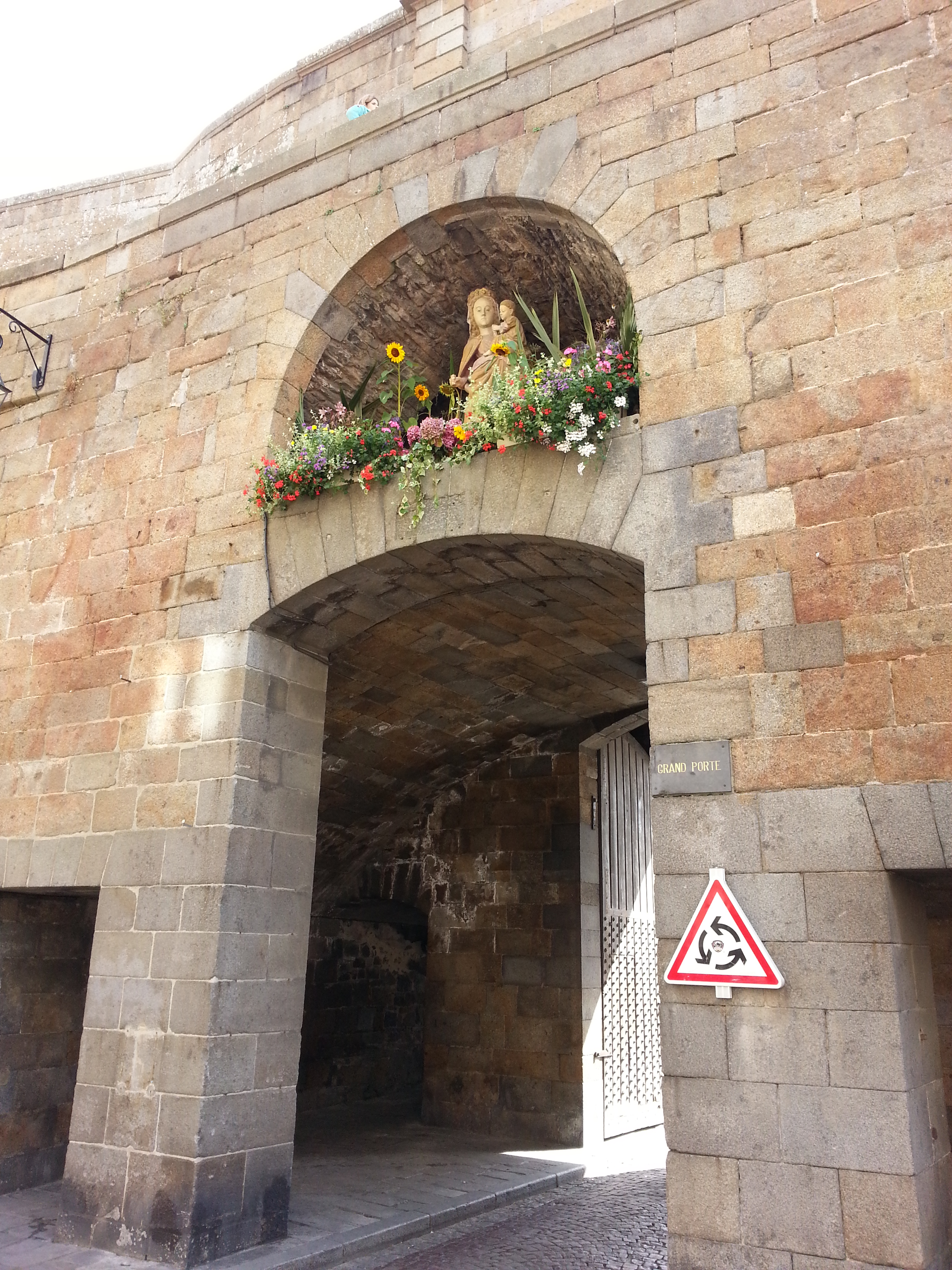
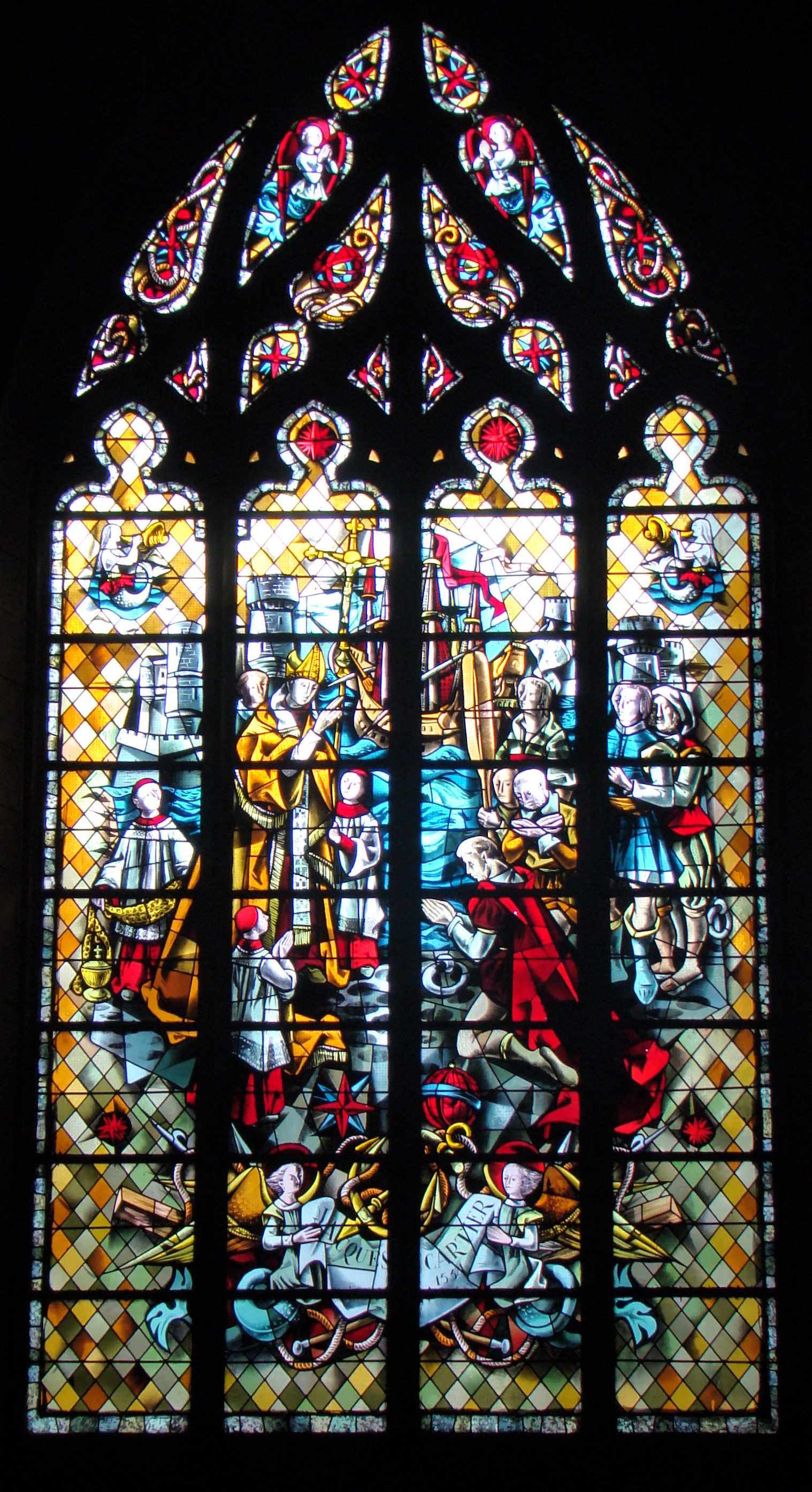
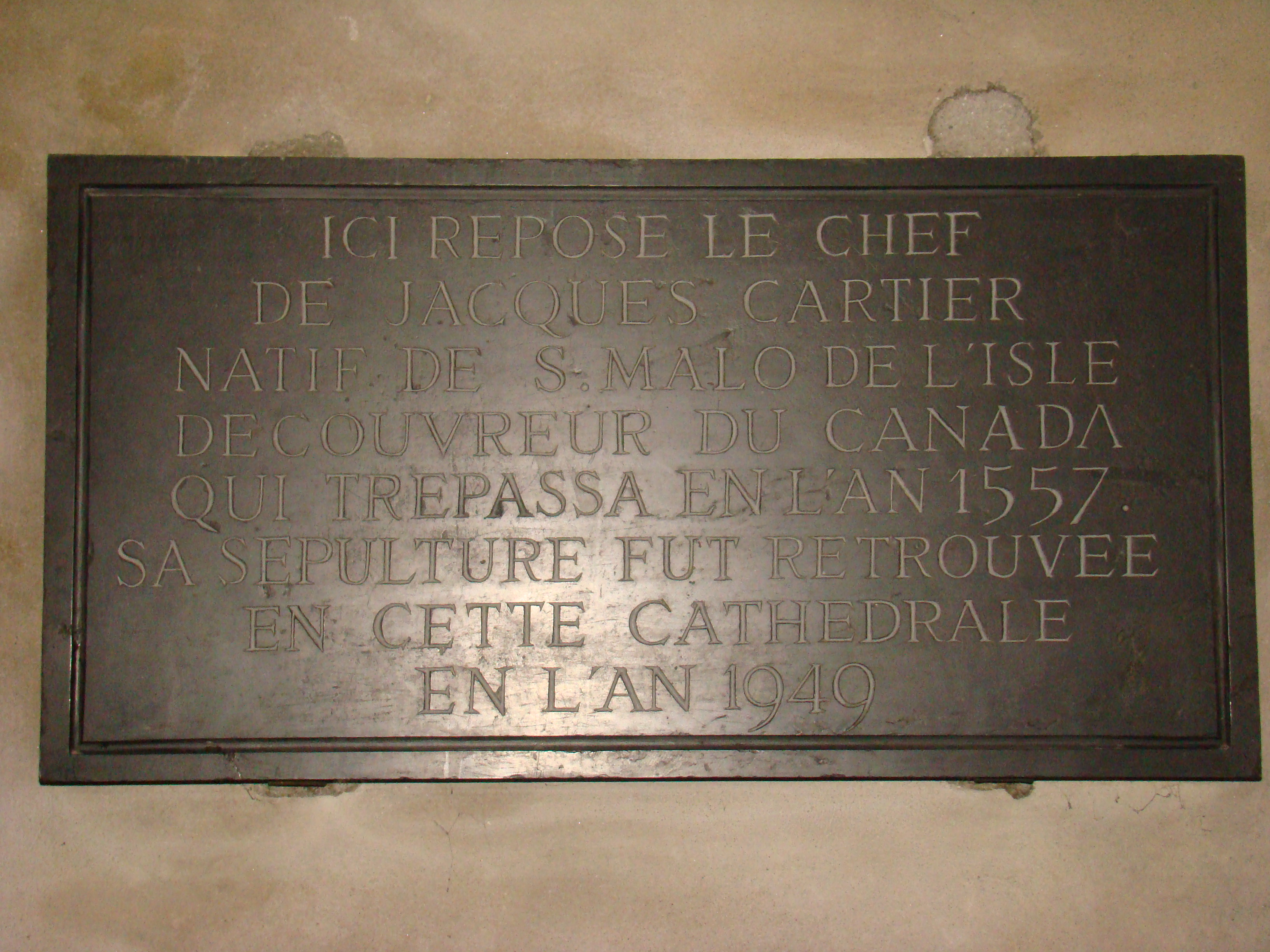
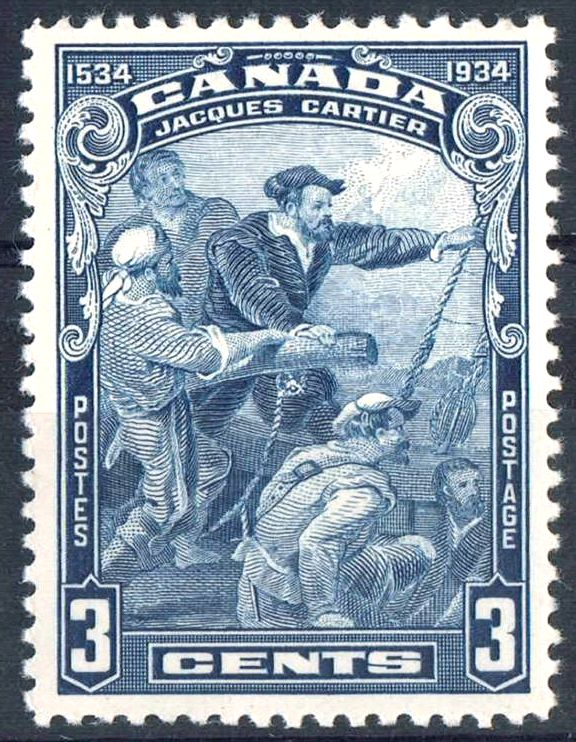
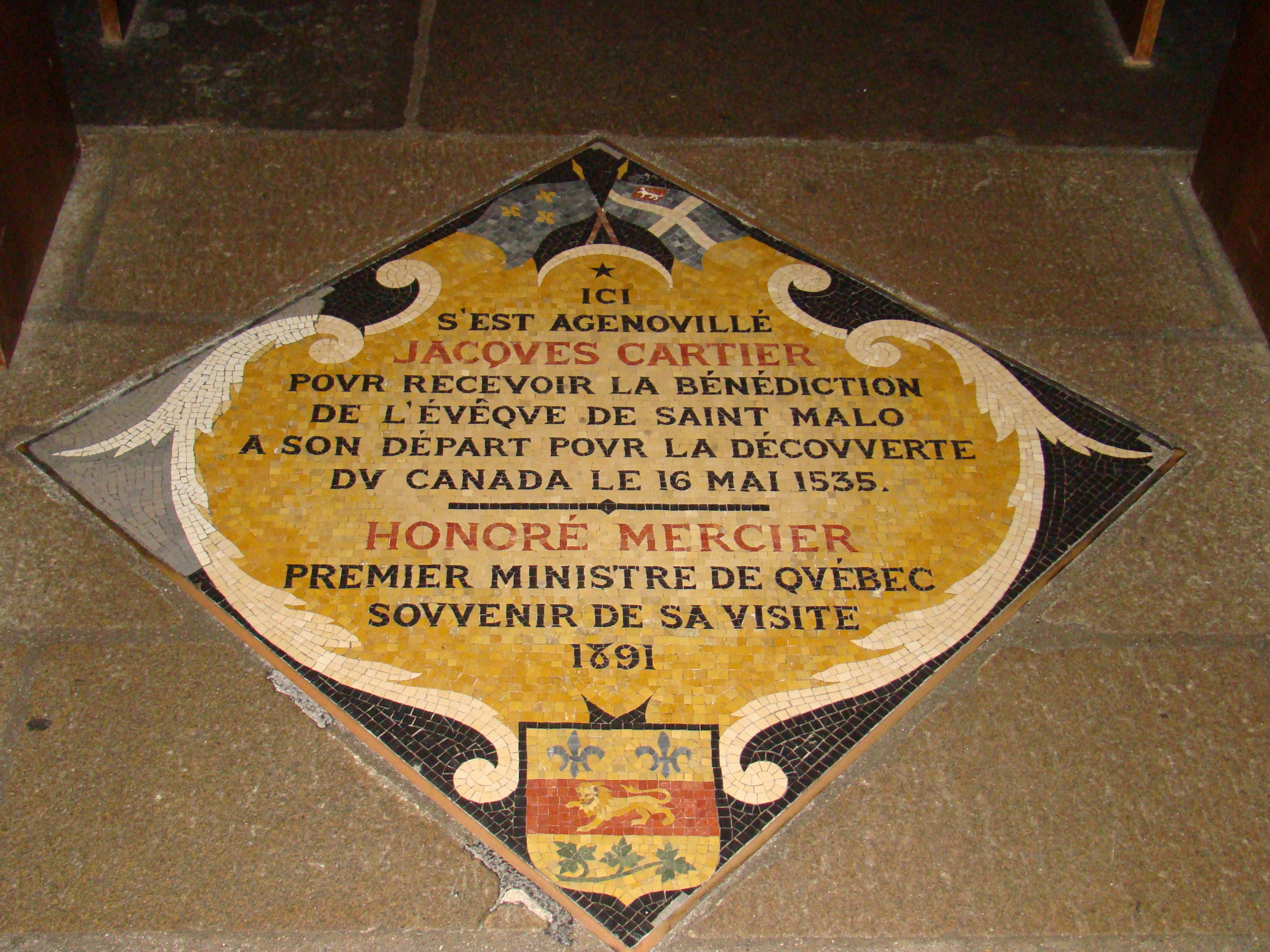
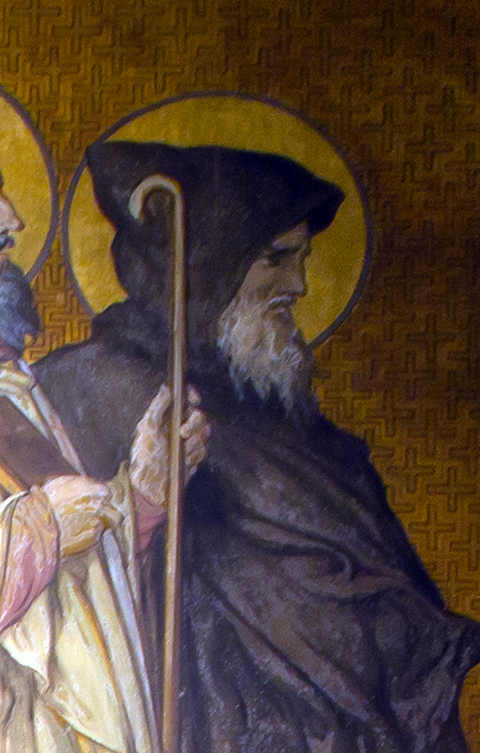
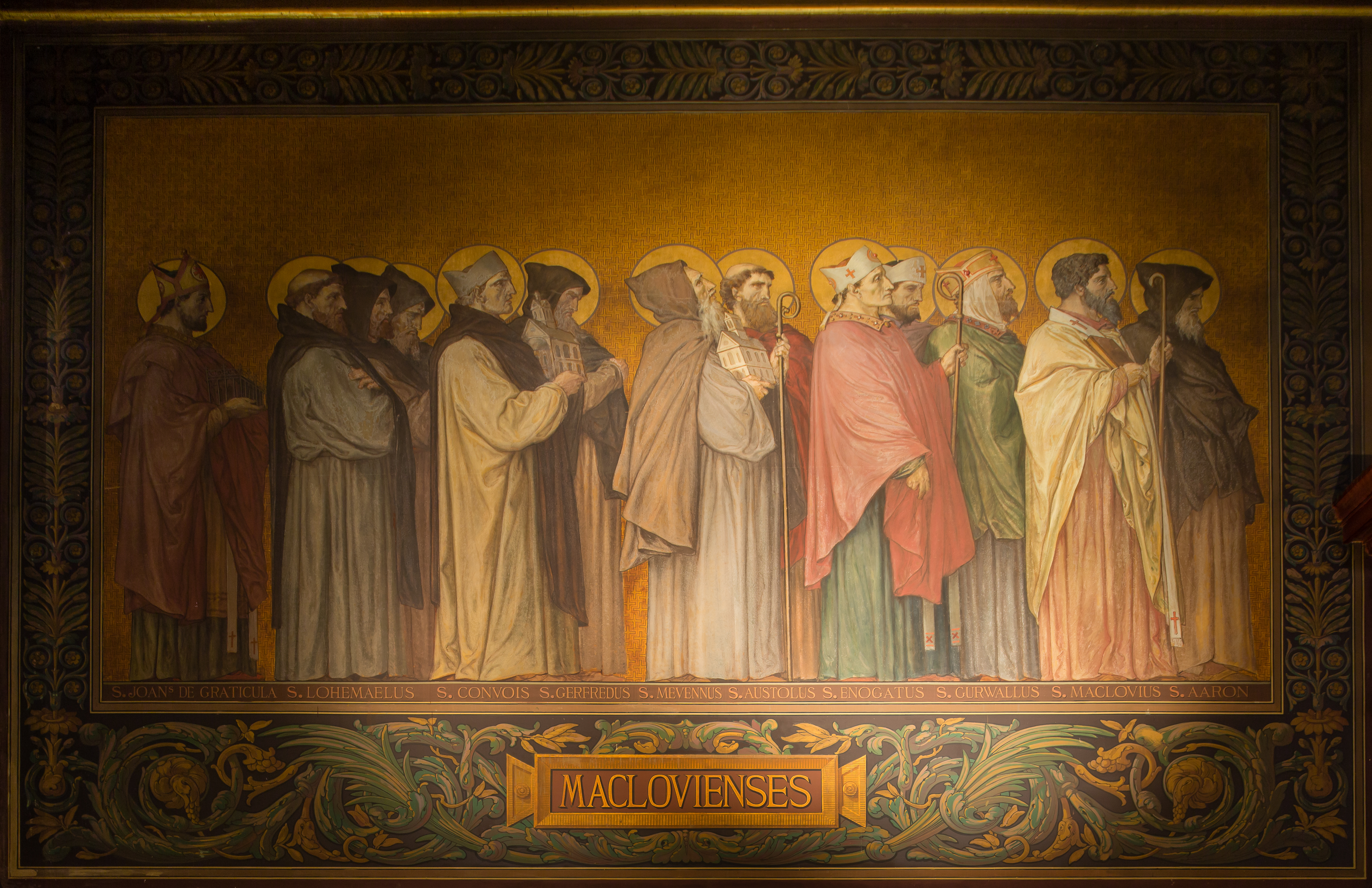